# Sandefjord Fotball
A Sandefjord Fotball egy 1998-ban alapított norvég labdarúgóklub. Székhelye Sandefjordban van. A csapat jelenleg az Eliteserien szerepel.

## Sikerek
- OBOS-ligaen:
  - Bajnok (1): 2014
  - Ezüstérmes (4): 2005, 2008, 2016, 2019
- PostNord-ligaen:
  - Bajnok (1): 1999
- Norvég labdarúgókupa
  - Döntős (1): 2006

## Jelenlegi keret
2021. január 4. szerint
| #  |     | Poszt | Név                       |
| -- | --- | ----- | ------------------------- |
| 1  | NOR | K     | Jacob Storevik            |
| 3  | AND | V     | Marc Vales                |
| 4  | NED | V     | Ian Smeulers              |
| 5  | AUT | V     | Martin Kreuzriegler       |
| 6  | NOR | KP    | Sander Risan              |
| 8  | BRA | KP    | Zé Eduardo                |
| 9  | NOR | CS    | Sivert Gussiås            |
| 10 | CRC | CS    | Deyver Vega               |
| 11 | NOR | CS    | Kristoffer Normann Hansen |
| 12 | NOR | V     | Mats Haakenstad           |
| 13 | NOR | V     | Lars Markmanrud           |
| 14 | NOR | CS    | Alexander Ruud Tveter     |
| 15 | NOR | KP    | Erik Næsbak Brenden       |
| 16 | NOR | KP    | André Sødlund             |

| #  |     | Poszt | Név                   |
| -- | --- | ----- | --------------------- |
| 17 | NOR | V     | Sander Moen Foss      |
| 18 | SWE | KP    | William Kurtovic      |
| 19 | BIH | KP    | Amer Ordagić          |
| 20 | NOR | CS    | Franklin Nyenetue     |
| 21 | NOR | KP    | Peder Meen Johansen   |
| 22 | NOR | CS    | Moussa Njie           |
| 23 | ISL | KP    | Viðar Ari Jónsson     |
| 24 | NOR | KP    | Harmeet Singh         |
| 25 | NOR | V     | Henrik Falchener      |
| 29 | NOR | V     | Jørgen Kili Fjeldskår |
| 40 | NOR | KP    | Vetle Walle Egeli     |
| 54 | NOR | K     | Andreas Albertsen     |
| 93 | NOR | CS    | Chuma Anene           |
| 99 | NOR | K     | Jesper Granlund       |
| —  | RSA | K     | Keanin Ayer           |

## Korábbi edzők
- Trond Skrede (1999–2001)
- Tom Nordlie (2002–2003)
- Arne Dokken (2004)
- Tor Thodesen (2005–2008)
- Pat Walker (2008–2011)
- Arne Sandstø (2011–2013)
- Lars Bohinen (2014–2017)
- Magnus Powell (2018)
- Martí Cifuentes (2018–2020)
- Hans Erik Ødegaard (2021–)
 Andreas Tegström (2021–)

## Fordítás
- Ez a szócikk részben vagy egészben  a   Sandefjord Fotball című angol Wikipédia-szócikk fordításán alapul.  Az eredeti cikk szerkesztőit annak laptörténete sorolja fel. Ez a jelzés csupán a megfogalmazás eredetét és a szerzői jogokat jelzi, nem szolgál a cikkben szereplő információk forrásmegjelöléseként.